# Parineeti Chopra
Parineeti Chopra (née le 22 octobre 1988 à Ambala en Haryana) est une actrice indienne de l'industrie cinématographique hindi.

## Biographie
Parineeti Chopra est née le 22 octobre 1988 à Ambala en Haryana dans une famille Punjabi,, Son père, Pawan Chopra, est un homme d'affaires et un fournisseur de l'armée indienne du cantonment d'Ambala et sa mère est Reena Chopra. Elle a deux frères et est la cousine des actrices Priyanka Chopra et Meera Chopra.
Elle a étudié au Convent of Jesus and Mary à Ambala puis à Londres dans la Manchester Business School où elle reçoit un triple diplôme en Business, Finances et Économie dans l'optique de travailler dans une banque d'investissement.
C'est en 2009, après son retour en Inde et en raison de la crise économique qu'elle emménage à Mumbai avec sa cousine, Priyanka. Au cours d'une visite à sa cousine dans les studios de Yash Raj Films sur le tournage du film Pyaar Impossible!, cette dernière la présente à l’équipe des relations publiques de la maison de production. Elle y obtient tout d'abord un stage au service marketing puis est promue au rang de consultante en relations publiques.
C'est en travaillant sur la promotion du film Band Baaja Baaraat que Parineeti Chopra réalise qu'elle est attirée par la profession d'actrice. Elle démissionne donc de son poste chez Yash Raj Films et intègre une école d'acteurs.
Parineeti Chopra commence sa carrière en 2011 dans un film produit par Yash Raj Films, Ladies vs Ricky Bahl aux côtés d'Anushka Sharma et de Ranveer Singh. Bien que le film n'ait rencontré qu'un succès modéré au box-office, sa performance a été particulièrement appréciée.
En 2012, elle joue avec le débutant, Arjun Kapoor, dans le tragique Ishaqzaade produit par Yash Raj Films. Le film est un succès autant critique que commercial.
Son projet suivant est la comédie romantique Shuddh Desi Romance, dans lequel elle joue, pour la deuxième fois sous la direction du réalisateur Maneesh Sharma. Elle y incarne la franche et rebelle Gayatri aux côtés de l'acteur Sushant Singh Rajput et de la débutante Vaani Kapoor. Le film est un succès critique et commercial. Sa prestation y est particulièrement appréciée.

## Filmographie
| Année  | Film                     | Rôle                 | réalisateur         | Partenaire(s)                                                 | Commentaires                            |
| ------ | ------------------------ | -------------------- | ------------------- | ------------------------------------------------------------- | --------------------------------------- |
| 2011   | Ladies vs Ricky Bahl     | Dimple Chaddha       | Maneesh Sharma      | Ranveer Singh, Anushka Sharma, Dipannita Sharma, Aditi Sharma | Filmfare Award Meilleure espoir féminin |
| 2012   | Ishaqzaade               | Zoya Qureshi         | Habib Faisal        | Arjun Kapoor                                                  | National Film Award                     |
| 2013   | Shuddh Desi Romance      | Gayatri              | Maneesh Sharma      | Sushant Singh Rajput, Vaani Kapoor, Rishi Kapoor              |                                         |
| 2014   | Hasee Toh Phasee         | Meeta Solanki        | Vinil Mathew        | Siddharth Malhotra                                            |                                         |
| 2014   | Kill Dil                 | Disha                | Shaad Ali           | Ranveer Singh, Ali Zafar                                      |                                         |
| 2014   | Dawaat-e-Ishq            | Gulrez "Gullu" Qadir | Habib Faisal        | Aditya Roy Kapur                                              |                                         |
| 2017   | Meri Pyaari Bindu        | Bindu                | Akshay Roy          | Ayushmann Khurrana                                            |                                         |
| 2018   | Namaste England          | Jasmeet              | Vipul Amrutlal Shah | Arjun Kapoor                                                  |                                         |
| 2019   | Kesari                   | Jeewani Kaur         | Anurag Singh        | Akshay Kumar                                                  |                                         |
| 2019   | Jabariya Jodi            | Babli Yadav          | Prashant Singh      | Sidharth Malhotra                                             |                                         |
| Projet | Takadum                  |                      | Homi Adajania       | Irrfan Khan, Sushant Singh Rajput                             |                                         |
| Projet | Sandeep Aur Pinky Faraar | Pinky                | Dibakar Banerjee    | Arjun Kapoor                                                  |                                         |

## Récompenses et distinctions
| Année | Film                 | Award                                           | Catégorie                                           | Résultat     |
| ----- | -------------------- | ----------------------------------------------- | --------------------------------------------------- | ------------ |
| 2012  | Ladies vs Ricky Bahl | Filmfare Awards                                 | Meilleure espoir féminin                            | Remporté     |
| 2012  | Ladies vs Ricky Bahl | Filmfare Awards                                 | Meilleure actrice rôle secondaire                   | sélectionnée |
| 2012  | Ladies vs Ricky Bahl | Screen Awards                                   | Meilleure espoir féminin                            | Remporté     |
| 2012  | Ladies vs Ricky Bahl | Screen Awards                                   | Meilleure actrice rôle secondaire                   | sélectionnée |
| 2012  | Ladies vs Ricky Bahl | Zee Cine Awards                                 | Meilleure espoir féminin                            | Remporté     |
| 2012  | Ladies vs Ricky Bahl | Zee Cine Awards                                 | Meilleure actrice rôle secondaire                   | sélectionnée |
| 2012  | Ladies vs Ricky Bahl | Apsara Film & Television Producers Guild Awards | Meilleure espoir féminin                            | Remporté     |
| 2012  | Ladies vs Ricky Bahl | Apsara Film & Television Producers Guild Awards | Meilleure actrice rôle secondaire                   | Remporté     |
| 2012  | Ladies vs Ricky Bahl | Bollywood Hungama Surfers' Choice Awards        | Meilleure espoir féminin                            | Remporté     |
| 2012  | Ladies vs Ricky Bahl | Bollywood Hungama Surfers' Choice Awards        | Meilleure actrice rôle secondaire                   | Remporté     |
| 2012  | Ladies vs Ricky Bahl | Stardust Awards                                 | Meilleure espoir féminin                            | Remporté     |
| 2012  | Ladies vs Ricky Bahl | Cosmopolitan Fun Fearless Awards                | Superstar féminine de demain                        | Remporté     |
| 2012  | Ladies vs Ricky Bahl | The Global Indian Film and TV Honours           | Meilleure espoir féminin                            | Remporté     |
| 2012  | Ladies vs Ricky Bahl | FICCI Frames Awards                             | Meilleur espoir féminin                             | Remporté     |
| 2012  | Ladies vs Ricky Bahl | Big Star Young Entertainer Awards 2012          | Meilleur espoir féminin                             | Remporté     |
| 2012  | Ladies vs Ricky Bahl | International Indian Film Academy Awards        | Star Debut of the Year                              | Remporté     |
| 2012  | Ladies vs Ricky Bahl | International Indian Film Academy Awards        | Meilleur second rôle féminin                        | Remporté     |
| 2012  | Ladies vs Ricky Bahl | Hello Hall of Fame Awards                       | Rising Female                                       | Remporté     |
| 2012  | Ladies vs Ricky Bahl | People's Choice Awards India                    | Meilleur début (homme/femme)                        | Remporté     |
| 2012  | Ladies vs Ricky Bahl | People's Choice Awards India                    | Actrice favorite                                    | Sélectionnée |
| 2013  | Ishaqzaade           | BIG Star Entertainment Awards                   | Most Entertaining Actor in a Romantic Role - Female | Sélectionnée |
| 2013  | Ishaqzaade           | Screen Awards                                   | Meilleure actrice                                   | Sélectionnée |
| 2013  | Ishaqzaade           | Filmfare Awards                                 | Meilleure actrice                                   | Sélectionnée |
| 2013  | Ishaqzaade           | Stardust Awards                                 | Superstar féminine de demain                        | Remporté     |
| 2013  | Ishaqzaade           | Apsara Film & Television Producers Guild Awards | Meilleure actrice                                   | Sélectionnée |
| 2013  | Ishaqzaade           | National Film Awards                            | Mention spéciale                                    | Remporté     |